# 慕容三藏
慕容三藏（546年—613年7月3日），一名建中，字悟真，昌黎郡棘城县（今辽宁省义县西北）人，北齐、北周、隋朝将领。

## 生平
慕容三藏自幼聪敏，多武略，颇有父风。十七岁时为北齐孝昭帝高演的挽郎，寻征辟为太尉府参军，武平初（570年），袭爵燕郡公。以军功授开府仪同三司、武卫大将军，仍食北豫州荥阳县。
577年，北周攻入鄴都，齐后主高纬出逃，委任慕容三藏留守鄴宫。齐王公已下都已投降，而慕容三藏仍然抵抗周军，北齐灭亡后，才归顺北周。北周武帝对他恩礼甚厚，授仪同大将军，迁任晋州刺史。
隋开皇元年（581年），隋朝建立，隋文帝授慕容三藏吴州刺史。四年（584年），加封野王县开国公，七年（587年）除为〇州刺史，迁任凉州道黜置大使。九年（589年），作为襄阳公韦洸副手，征讨岭南。在广州战场上，韦洸中流矢卒，隋文帝下诏由慕容三藏总统军事，检校广州道行军事，代理广州都督。岭南平定后，开皇十一年（591年）转大将军，后迁廓州刺史，招抚境内，吏民安业，十五年（595年）任洮旭芳宕扶珉叠等七州诸军事、叠州总管。仁寿元年（601年），改封河内县开国公。
大业元年（605年），任和州刺史，三年（607年），加金紫光禄大夫，迁任淮南郡太守，所在有惠政。大业九年六月十一日（613年7月3日）去世，虚岁六十八。

## 家庭

### 七世祖
- 慕容恪，前燕太原王，燕文明帝慕容皝第四子

### 曾祖
- 慕容郁，北魏魏昌黎郡公、岐州刺史

### 祖父
- 慕容远，北魏并州大中正、昌黎公、恒州刺史

### 父母
- 慕容绍宗，东魏尚书右仆射、东南道大行台
- 东平公主，魏孝武帝元修之女

### 长兄
- 慕容士肃

### 夫人
- 叱李氏，原配，北齐武威王国妃
- 虞氏，继室，隋朝河内郡夫人

### 子
- 慕容正言，唐朝请大夫、行卫州长史、兖州都督府司马。
- 慕容正则，隋陇州吴山县令、工部侍郎。

### 孙
- 慕容知晦，汾州刺史。先后娶费氏、韦氏。
- 慕容知敬，絳州司戶參軍事。
- 慕容知廉，唐左肃政台侍御史，有墓志铭。
- 慕容知礼
- 慕容思廉，唐太中大夫、隰州司马，有墓志铭。
- 慕容怀固，相州临漳县令，有墓志铭。
- 慕容思观，周左卫翊卫天官常选，有墓志铭。

## 延伸阅读
[在维基数据编辑]
 《隋書·卷65》，出自魏徵《隋书》